# Feldhandball-Weltmeisterschaft der Frauen 1956/Qualifikation
Die Qualifikation zur Teilnahme an der Feldhandball-Weltmeisterschaft der Frauen 1956 begann mit dem Zuschlag der Ausrichtung der Weltmeisterschaft und endete im am 20. Mai 1956 mit dem Abschluss der Qualifikationsspiele.
6 Mannschaften konnten am Turnier teilnehmen. Gesetzt waren die Gastgeber und drei der vier Teilnehmer der letzten Weltmeisterschaft. Somit standen für das Turnier 1956 noch 2 Plätze zur Verfügung.

## Gastgeber
Die Auswahlmannschaft der Gastgebernation Deutschland war gesetzt.

## Teilnehmer der letzten Weltmeisterschaft
Außer die tschechoslowakische Mannschaft meldeten sich die restlichen Teilnehmer der letzten Weltmeisterschaft von 1949 für das Turnier an. 
Namentlich Ungarn als Weltmeister, Österreich als Vizeweltmeister und Frankreich als viertplatzierte Mannschaft.

## Qualifikationsspiele

### Niederlande – Jugoslawien
| Niederlande                                                      | Niederlande | Jugoslawien | Jugoslawien |
| ---------------------------------------------------------------- | --- | --- | ----------- |
| Niederlande                                                      | \| WM-Quali[3] \| \| Sonntag; 20. Mai 1956 um 15:00 in Groningen (Stadion Oosterpark)[2] \| \| Ergebnis: 6:7 n. V. (2:1), (5:5) \| \| Zuschauer: 1600[4] oder 4000[5] \| \| Schiedsrichter: Dr. Tecklenburg \| | \| WM-Quali[3] \| \| Sonntag; 20. Mai 1956 um 15:00 in Groningen (Stadion Oosterpark)[2] \| \| Ergebnis: 6:7 n. V. (2:1), (5:5) \| \| Zuschauer: 1600[4] oder 4000[5] \| \| Schiedsrichter: Dr. Tecklenburg \|            | Jugoslawien |
| Niederlande                                                      | Torhüterin: Annie van den Veen-Huisman (HCG) Feldspielerinnen: Bep Kanne (SV Zeeburg), Frida van Ginderen-Vos (PSV Eindhoven), Marij Schoonens (Hellas Den Haag)                                               | Jelena Genčić, Vučić, Hegediš, Nikler, Vučković, Mihalić, Lukin, Radaković, Sabjak, Erica Tot , Ostrun | Jugoslawien |
| Niederlande                                                      | 7′ 1:0 Bep Kanne 10′ 2:0 Frida van Ginderen-Vos 3:2 Marij Schoonens 4:2 Frida van Ginderen-Vos 5:3 Frida van Ginderen-Vos SS′ 6:6 Frida van Ginderen-Vos                                                       | 1 Min vor Pause′ 2:1 Katharina Hosi 5′ 2:2 Katharina Hosi 6 Min vor Schluss′ 4:3 Katharina Hosi 2 Min vor Schluss′ 5:4 Katharina Hosi In letzter Sekunde vor Schluss′ 5:5 Katharina Hosi 5:6 Katharina Hosi 6:7 Erica Tot | Jugoslawien |
| Niederlande                                                      | Tore nach YUG: Nikler (1), Sabjak (1), Ostrun (5) | | Jugoslawien |
| WM-Quali                                                         | | |             |
| Sonntag; 20. Mai 1956 um 15:00 in Groningen (Stadion Oosterpark) | | |             |
| Ergebnis: 6:7 n. V. (2:1), (5:5)                                 | | |             |
| Zuschauer: 1600 oder 4000                                        | | |             |
| Schiedsrichter: Dr. Tecklenburg                                  | | |             |

### Polen – Rumänien
| Polen                                                            | Polen | Rumänien | Rumänien |
| ---------------------------------------------------------------- | --- | --- | -------- |
| Polen                                                            | \| WM-Quali[6][7][8][9][10] \| \| Sonntag; 20. Mai 1956 um 16:00 in Danzig (Gwardia-Stadion) \| \| Ergebnis: 2:3 (2:1) \| \| Zuschauer: 1500 \| \| Schiedsrichter: Iosef Rocek; Linienrichter: J. Ripka & Gh. Osiac \|                                                                     | \| WM-Quali[6][7][8][9][10] \| \| Sonntag; 20. Mai 1956 um 16:00 in Danzig (Gwardia-Stadion) \| \| Ergebnis: 2:3 (2:1) \| \| Zuschauer: 1500 \| \| Schiedsrichter: Iosef Rocek; Linienrichter: J. Ripka & Gh. Osiac \|                      | Rumänien |
| Polen                                                            | Torhüterin: Alfreda Ograbek Feldspielerinnen: Bronisława Gawęda, Aniela Kowalik (Oder Kowolik) (Nicht im Zeitungsbericht der Rumänen), Inga Maria Krauze, Lidia Krupa, Barbara Seichter, Irena Setnik, Krystyna Spandel, Anna Szwabowska, Maria Thym, Honorata Urbaniec, Agnieszka Wywalec | Torhüterin: Ilona Nagy Feldspielerinnen: Carolina Răceanu, Neuhror, Aurora Popescu, Aurelia Sălăgean, Josefine Ugron, Lucia Dobre, Elena Jianu, Mora Windt, Victorița Dumitrescu, Elena Pădureanu, Magda Haberpursch (Wurde ausgewechselt?) | Rumänien |
| Polen                                                            | 2 oder 4′ (Strafstoß) 1:0 Szwabowska 7′ 2:0 Spandel | 15′ 2:1 Elena Jianu 21′ 2:2 Victorița Dumitrescu 29′ 2:3 Mora Windt | Rumänien |
| Polen                                                            | Spielzeit: 2×20 min | Das IHF-Buch (Geschichten des internationalen Handballs) von 1960 nennt als Schiedsrichter Friederich. Die Zeitungsartikel aus Polen und Rumänien von 1956 nennen Iosef Rocek.                                                              | Rumänien |
| WM-Quali                                                         | | |          |
| Sonntag; 20. Mai 1956 um 16:00 in Danzig (Gwardia-Stadion)       | | |          |
| Ergebnis: 2:3 (2:1)                                              | | |          |
| Zuschauer: 1500                                                  | | |          |
| Schiedsrichter: Iosef Rocek; Linienrichter: J. Ripka & Gh. Osiac | | |          |